# Opel Vivaro
L'Opel Vivaro est un véhicule utilitaire léger fabriqué par le constructeur allemand Opel depuis septembre 2000, décliné en trois générations successives :
- Opel Vivaro A (2000-2014) ;
- Opel Vivaro B (2014-2019) ;
- Opel Vivaro C (2019-).

Les trois générations d'Opel Vivaro
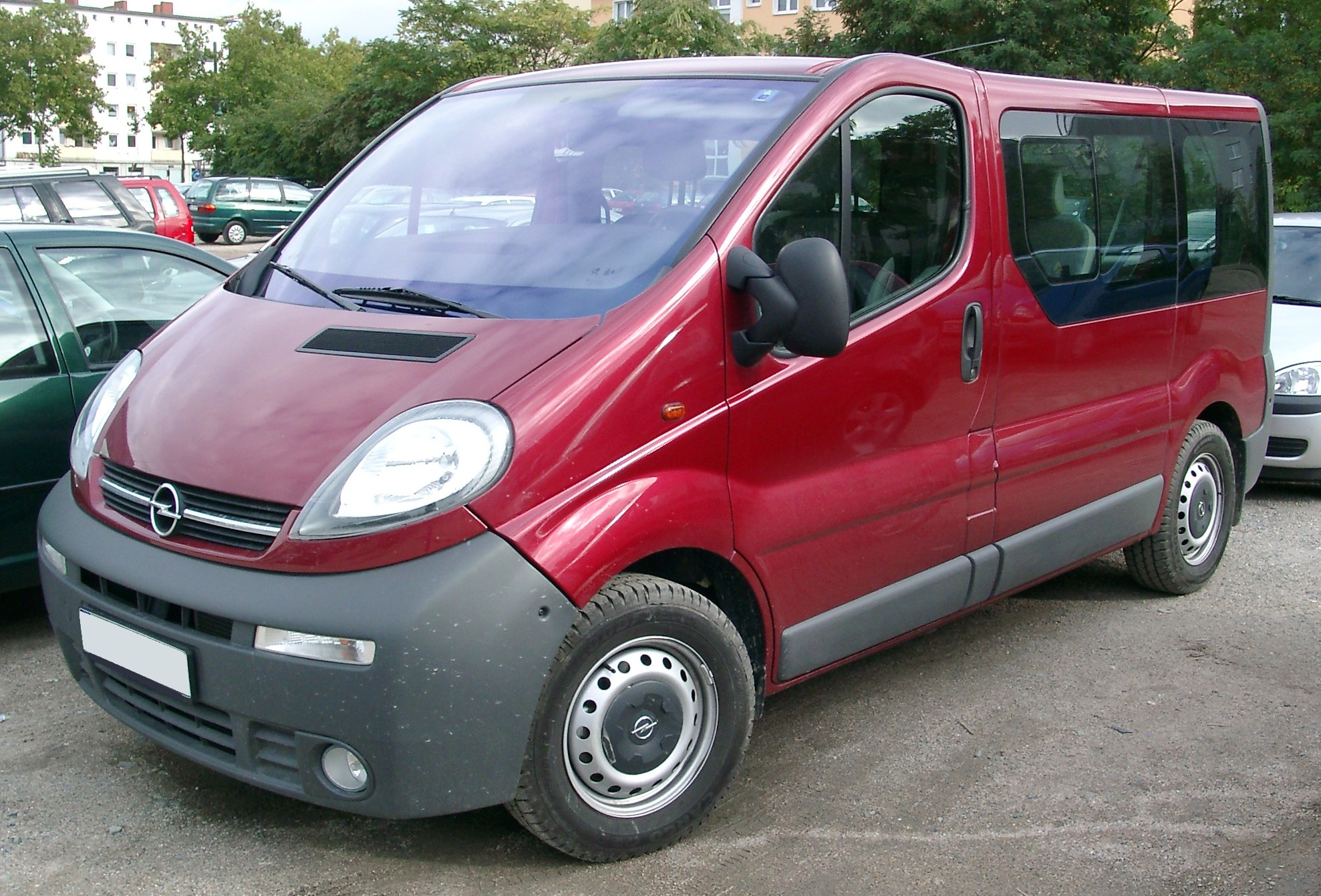
Opel Vivaro A
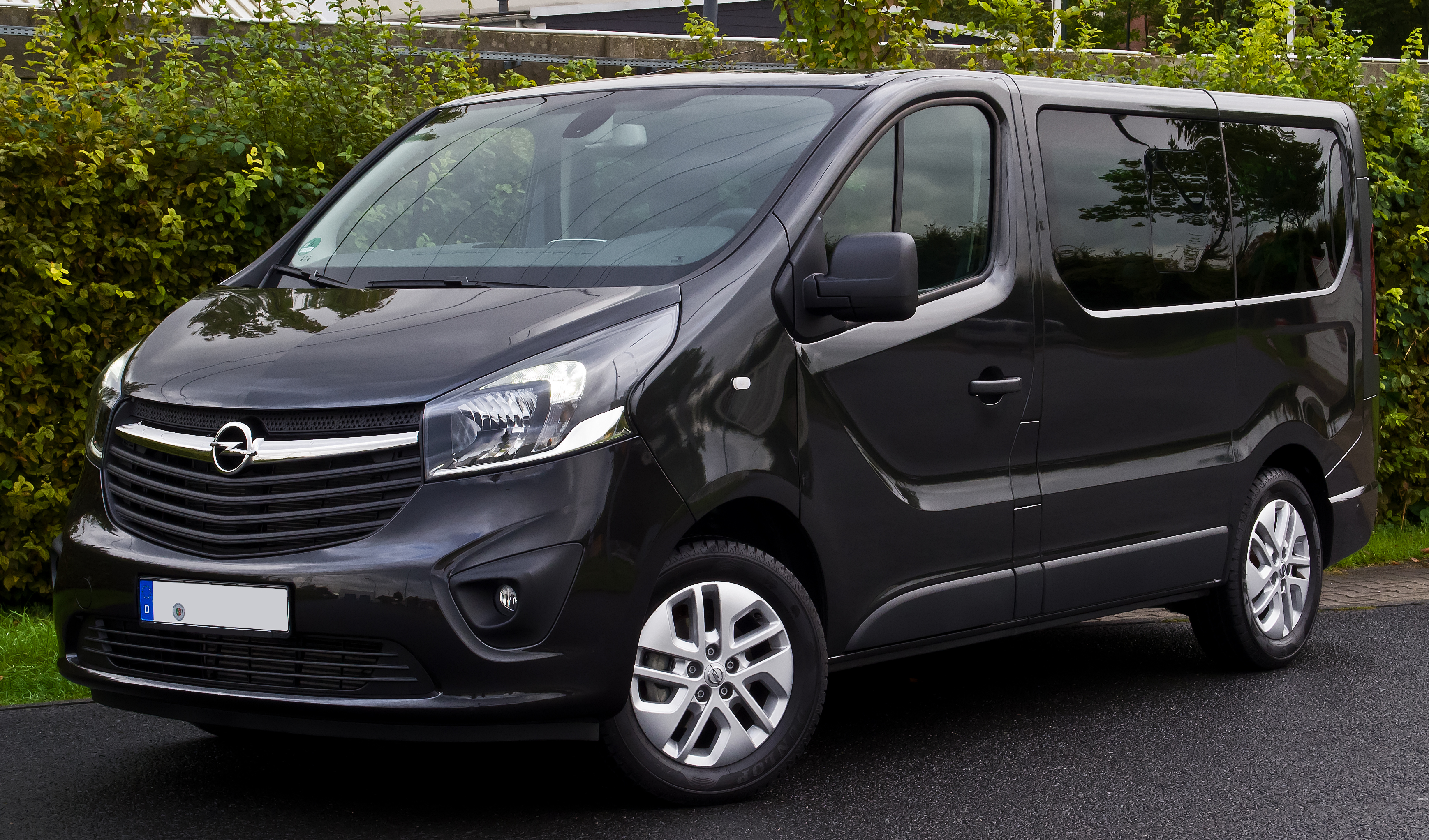
Opel Vivaro B
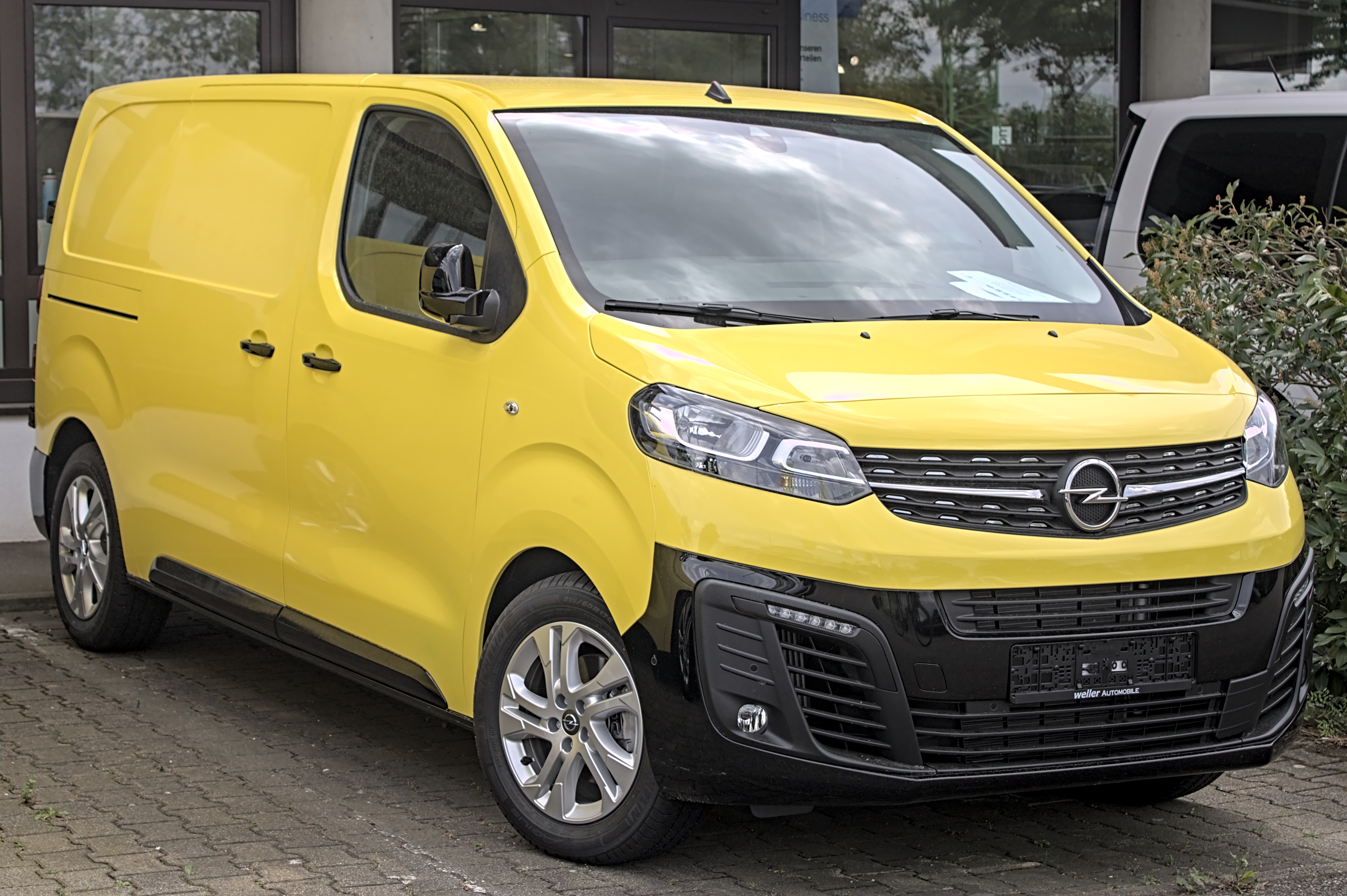
Opel Vivaro C